# Astronomie in Namibia

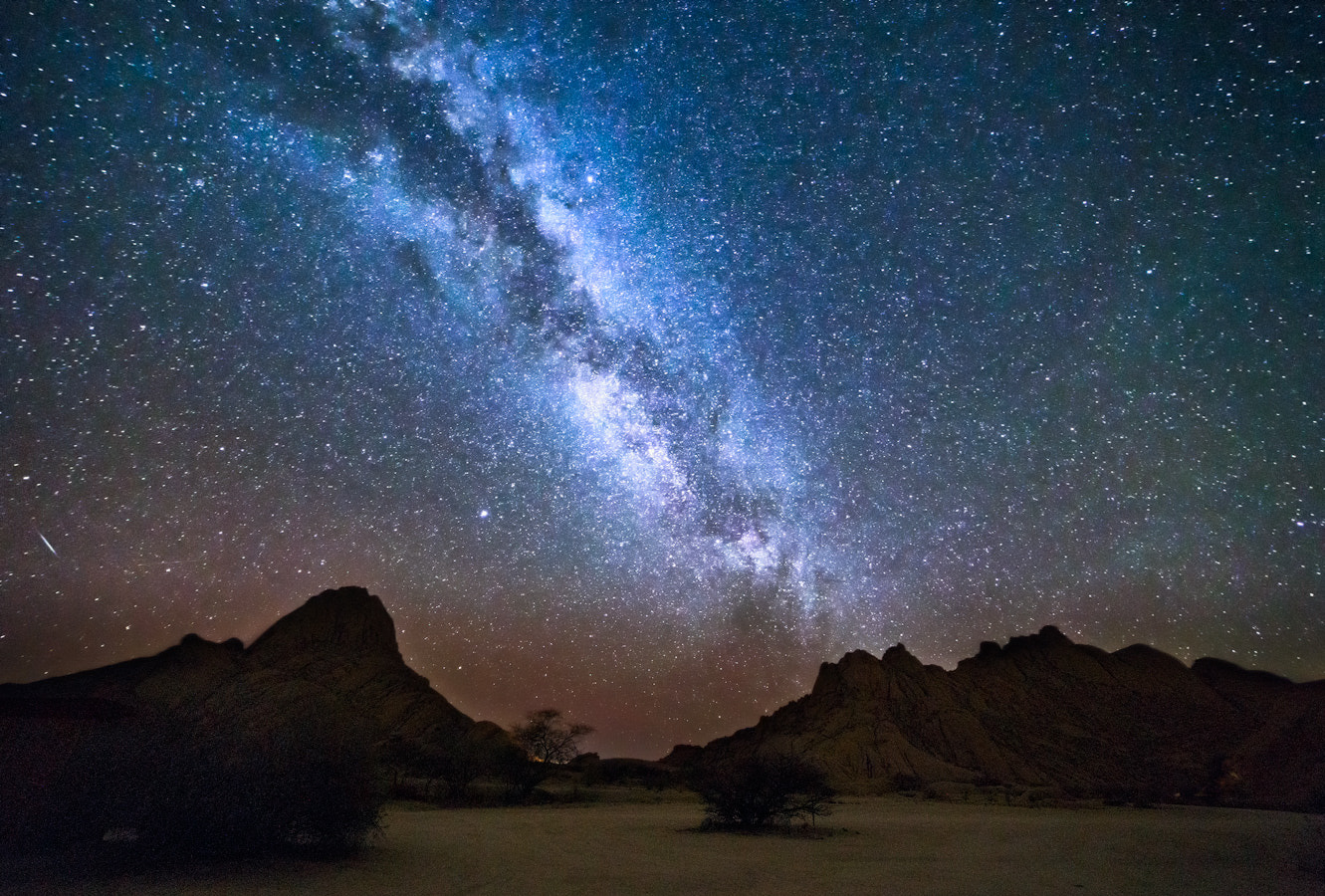
Sternenhimmel über der Spitzkoppe

Die Astronomie in Namibia spielt sich sowohl auf professioneller, internationaler Ebene als Wissenschaftsstandort als auch auf der semi-professionellen und der Amateur-Ebene ab. Generell gilt Namibia neben Chile als einer der führenden globalen Standorte für astronomische Beobachtungen.

## Wissenschaftsstandort

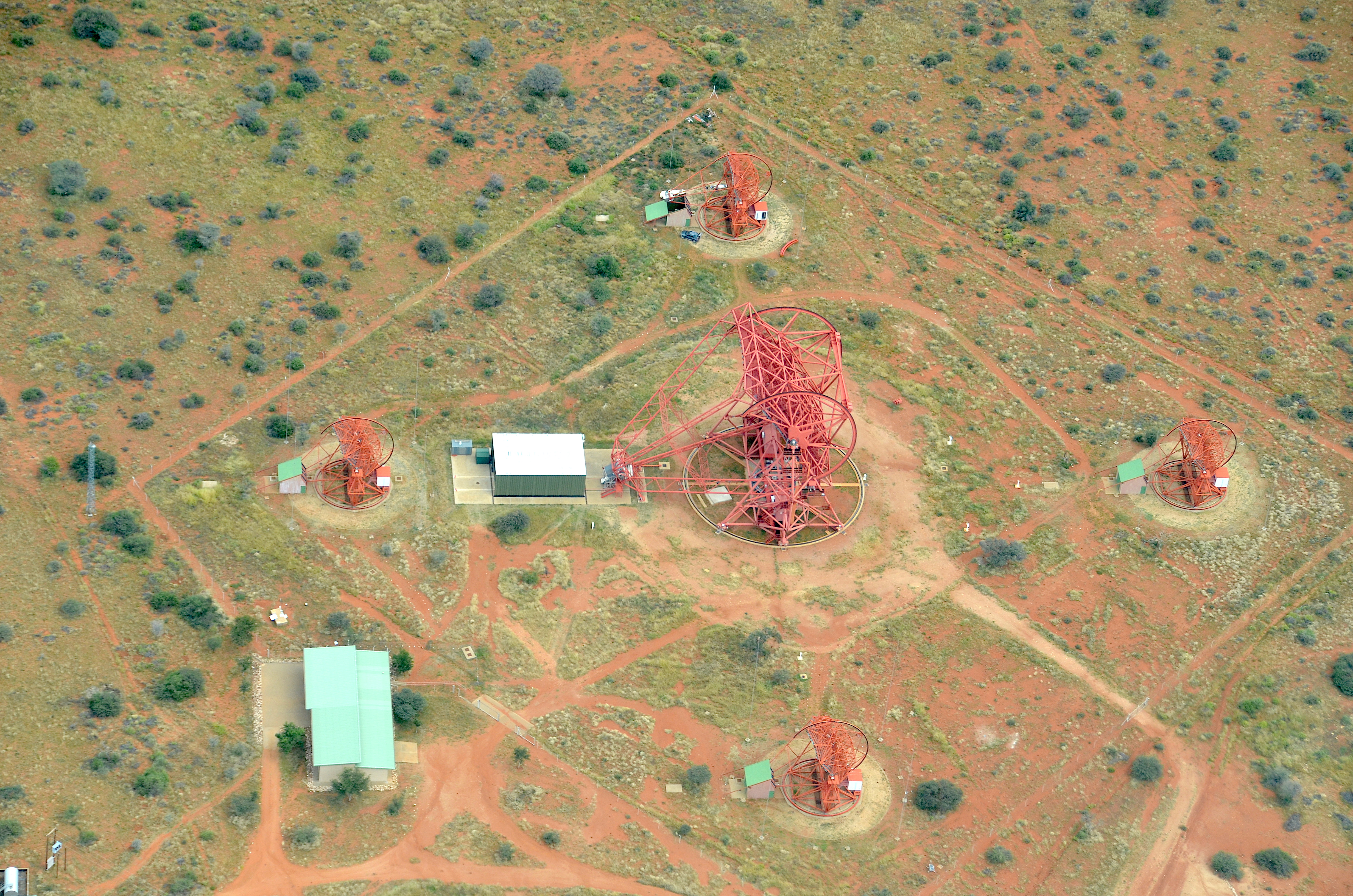
High Energy Stereoscopic System

In Namibia ist ein astronomisches internationales Forschungsprojekt ansässig. Hierbei handelt es sich um das High Energy Stereoscopic System 29 km nordöstlich des Gamsberges auf der Farm Göllschau. Es bildet mit Tscherenkow-Teleskopen kosmischen Gammastrahlung ab. Das System wurde 2002 in Betrieb genommen und wird vom Max-Planck-Institut für Kernphysik betrieben sowie von zahlreichen Staaten, darunter die Europäische Union, unterstützt.
Im April 2019 wurde der Aufbau eines Teleskops zur Erforschung Schwarzer Löcher durch das internationale Netzwerk Event Horizon Telescope am Gamsberg angekündigt. Der Bau des Africa Millimetre Telescope wurde im Februar 2022 bestätigt.
Namibia hatte sich mit der Farm Aar als einer von zwei Standorten weltweit um den Aufbau des internationale Cherenkov Telescope Array beworben, das schlussendlich Mitte 2015 an Chile vergeben wurde.
In den 1960er Jahren hatte das Max-Planck-Institut für Astronomie den Aufbau eines Teleskops im damaligen Südwestafrika vorgesehen, musste dieses Projekt aber aufgrund des politischen Drucks (Ächtung Südafrikas aufgrund der Apartheid) einstellen. Die Europäische Südsternwarte wurde stattdessen als La-Silla-Observatorium 1969 in Chile eröffnet.
Ende 2021 wurde der Bau eines Millimeteter-Radioteleskops (Africa Millimetre Telecope; AMT), dem ersten auf dem afrikanischen Kontinent, für Namibia angekündigt. Der Bau für 600 Millionen Namibia-Dollar wurde im Mai 2023 bestätigt.

### Bildung
In Namibia gibt es diverse Bildungsinitiativen zur Astronomie, darunter der Namibia Wissenschaftlichen Gesellschaft, das Projekt Development in Africa with Radio Astronomy (DARA) der Universität von Namibia in Partnerschaft mit der Botswana International University of Science and Technology und finanziert vom britischen Newton Fund sowie das Space Observation Learning Centre in Namibia (SOLNA). Der Namibia University of Science and Technology angegliedert ist das Namibia Institute of Space Technology.

## Dark-Sky Reserve
Namibia verfügt seit 2012 mit dem NamibRand International Dark Sky Reserve der International Dark-Sky Association über ein internationales Lichtschutzgebiet. Es handelte sich um das erste Dark Sky Reserve in einem Entwicklungsland überhaupt. Die Forschung um Lichtschutzgebiet wird vom Namib Desert Environmental Education Trust (NaDEET) federführend begleitet.

## Astrotourismus

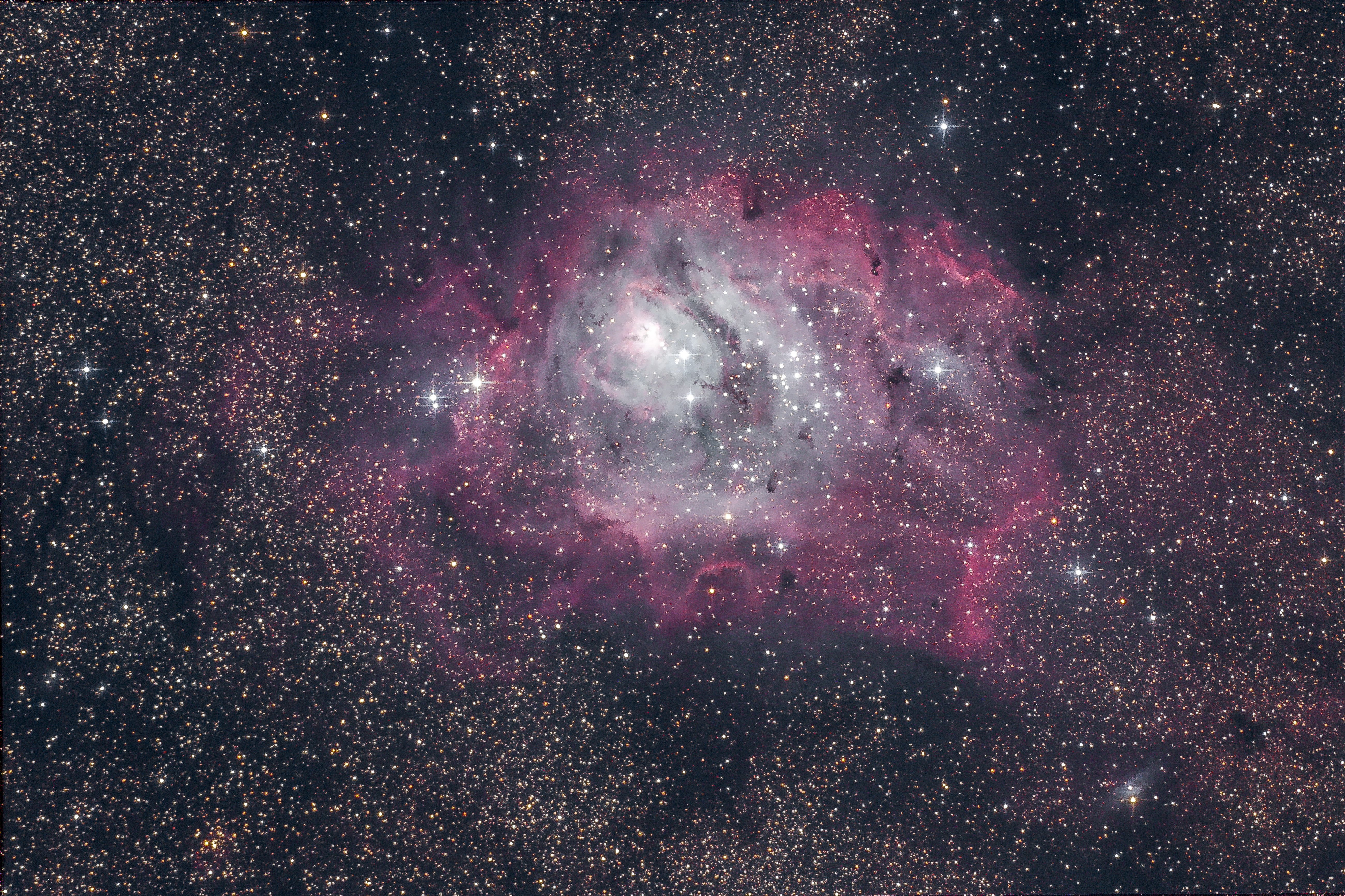
M 8 (Lagunennebel) fotografiert auf einer Astrofarm in Namibia

Der Astrotourismus im Rahmen der Amateurastronomie  spielt sich in Namibia auf mehreren sogenannten Astrofarmen und auf der Internationale Amateur-Sternwarte (IAS) am Gamsberg im Rahmen von Gästesternwarten ab. Unweit der IAS befindet sich die Astrofarm Hakos mit dem Vehrenberg-Observatiorum und dem Hakos-Observatorium. Auf der Astrofarm Tivoli südöstlich der Hauptstadt Windhoek am Rande der Kalahari befinden sich zahlreiche Observatorien. 150 Kilometer südöstlich von Windhoek liegt die Astrofarm Kiripotib, die sich auf die Astrofotografie spezialisiert hat. Das vierte Projekt wurde Mitte 2019 von dem Unternehmen DeepSkySafaris gegründet. In Kooperation mit der Rooisand Desert Ranch, 180 km südwestlich von Windhoek, stehen für Amateurastronomen zahlreiche Teleskope für die Himmelsbeobachtung zur Verfügung. Auf der Onjala Lodge nordöstlich von Windhoek befinden sich das Onjala Observatory und das Chamäleon Observatory.
Astrofarmen sind spezialisierte Gästefarmen, die sich auf die Vermietung von Teleskopen und Sternwarten spezialisiert haben.

## Meteoriten

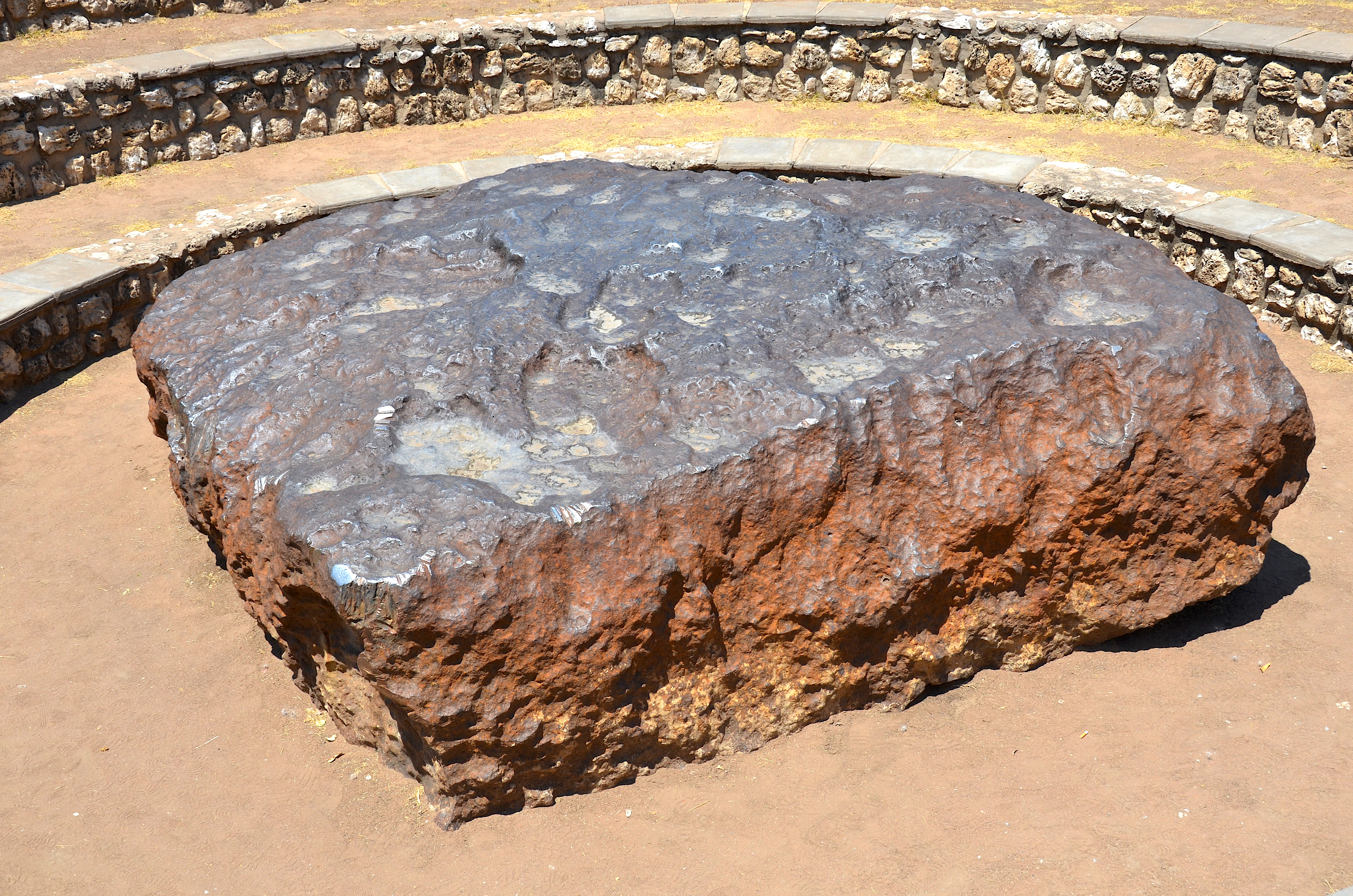
Hoba-Meteorit bei Grootfontein

In Namibia sind diverse Meteoriten gefunden worden und Einschlagkrater zu sehen. Dazu zählen der Hoba-Meteorit, der bislang größte auf der Erde gefundene Meteorit. Er befindet sich auf dem Gelände der Farm „Hoba“ in den Otavibergen, etwa 20 Kilometer westlich von Grootfontein.
Eine Sehenswürdigkeit in Windhoek ist der Meteoritenbrunnen, der aus ursprünglich 33 Fragmenten des Gibeon-Meteoriten besteht. Der Name des Meteoriten stammt von dem Fundort, in der Nähe der Ortschaft Gibeon, an dem erstmals Bruchstücke des Eisenmeteorits auftauchten.
Der Rote Kamm ist ein Einschlagkrater mittlerer Größe in der Namib im Süden Namibias innerhalb des Tsau-ǁKhaeb-(Sperrgebiet)-Nationalparks, in der Region ǁKaras. Der Krater hat einen Durchmesser von etwa 2,5 Kilometern.